# Glądy (powiat ostródzki)
Glądy (niem. Glanden) – wieś w Polsce położona w województwie warmińsko-mazurskim, w powiecie ostródzkim, w gminie Grunwald. W latach 1975–1998 miejscowość należała administracyjnie do województwa olsztyńskiego.

## Historia
W czasach krzyżackich wieś pojawia się w dokumentach w roku 1328, podlegała pod komturię w Ostródzie, były to dobra rycerskie o powierzchni 20 włók. Wieś lokowana w 1328 r. na 20. włókach, kiedy Konrad During otrzymał 200 włók na których powstały wsie: Glądy, Durąg, Pancerzyn i Ryn. W 1328 r. komtur ostródzki nadał swojemu słudze Bendikowi 10 włók w Glądach oraz 60 włók w Płatynach z 12 latami wolnizny. W dokumentach z 1328 r. wymieniani są Prusowie, słudzy Zakonu: Stenike i Glande.
W czasie wojny polsko-krzyżackie z lat 1520-1525, Michał z Gląd dostał się w czasie obrony Dąbrówna do niewoli polskiej, za co książę Albrecht pozbawił go majątki. W latach 1628–1675 Glądy należały do Jerzego Januszutza. W 1707 r. Jerzt Birckhan pożyczył od Neumanna – pisarza ostródzkiego – 2 tys. guldenów, dając w zastaw Glądy oraz Kiersztanowo. W 1765 r. hrabia Finckenstein sprzedał Glądy i Durąg Janowi Jakubowi Quednauowi. W 1767 Jan Jakub Quednau zastawił majątek w Glądach na 30 lat Freiferowi von Hoverbeckowi z Domkowa. W 1789 r. w majątku szlacheckim Glądy było 12 domów.
W 1910 r. Glądy obejmowały areał 347 ha i mieszkało w nich 170 osób (w tym 24 Polaków). W 1939 r. we wsi mieszkały 173 osoby.